# Phrynobatrachus rungwensis
Phrynobatrachus rungwensis é uma espécie de anfíbio da família Petropedetidae.
Pode ser encontrada nos seguintes países: República Democrática do Congo, Malawi, Tanzânia e possivelmente em Zâmbia.
Os seus habitats naturais são: savanas húmidas, matagal húmido tropical ou subtropical, campos de gramíneas de baixa altitude subtropicais ou tropicais sazonalmente húmidos ou inundados, campos de altitude subtropicais ou tropicais, pântanos, marismas de água doce, marismas intermitentes de água doce, terras aráveis, pastagens, jardins rurais, lagoas e canais e valas.